# 126
126（一百二十六）是125與127之間的自然數。

## 在數學中
- 第95個合數，正因數有1、2、3、6、7、9、14、18、21、42、63和126。前一個為125、下一個為128。
質因數分解為{\displaystyle 2\times 3^{2}\times 7}。
- 第29個過剩數，真因數和為186，盈度為60。前一個為120、下一個為132。
  - 第30個半完全數，和為本身的其中一組因數為1、 2、 3、 6、 7、 9、 14、 21、 63。前一個為120、下一個為132。
- 第42個十进制的哈沙德數。前一個為120、下一個為132。
- 第72個十进制的奢侈數。前一個為124、下一個為130。
- 傅利曼數，{\displaystyle 126=6\times 21}
- {\displaystyle 126=C_{4}^{9}=C_{5}^{9}}
- 第3個四十三邊形數（邊數43）
  - 十邊形数

## 其他範疇
- 圖-126，一款由 苏联圖波列夫公司於1962年推出的飛機型號